# Dysis
Dysis (altgriechisch Δύσις Dýsis, deutsch ‚Hinuntergehen, Sonnenuntergang‘) ist eine der Horen der griechischen Mythologie.
Horen sind in der griechischen Mythologie die Göttinnen, die das geregelte Leben überwachen. Dysis ist die Schutzgöttin der Stunde des Sonnenunterganges. Sie ist eine Tochter des obersten olympischen Gottes Zeus und der Titanin Themis.
In den Fabulae 183 des römischen Geodäten Hyginus Gromaticus des 1. oder 2. Jahrhunderts nach Christus, auch Pseudo-Hygin genannt, der neun Horen erwähnt, ist sie nicht mit aufgezählt. In den Dionysiaka des Nonnos von Panopolis, eines griechischen Dichters des fünften nachchristlichen Jahrhunderts, bewachte sie in einem Haus in der Halle der Harmonia das westliche Portal vor Zephyr, dem Westwind. Sie wird dort als Amme der Mondgöttin Selene beschrieben.
In den griechischen und römischen zwölf Stunden, die ab Sonnenaufgang (Augē, erstes Licht) gezählt wurden, ist sie nach Hesperis (Abend) und vor Arktos (letztes Licht) die vorletzte Stunde. Die Stunde Dysis ist die Zeit des gemeinsamen Abendessens.